# Punkty korpometryczne

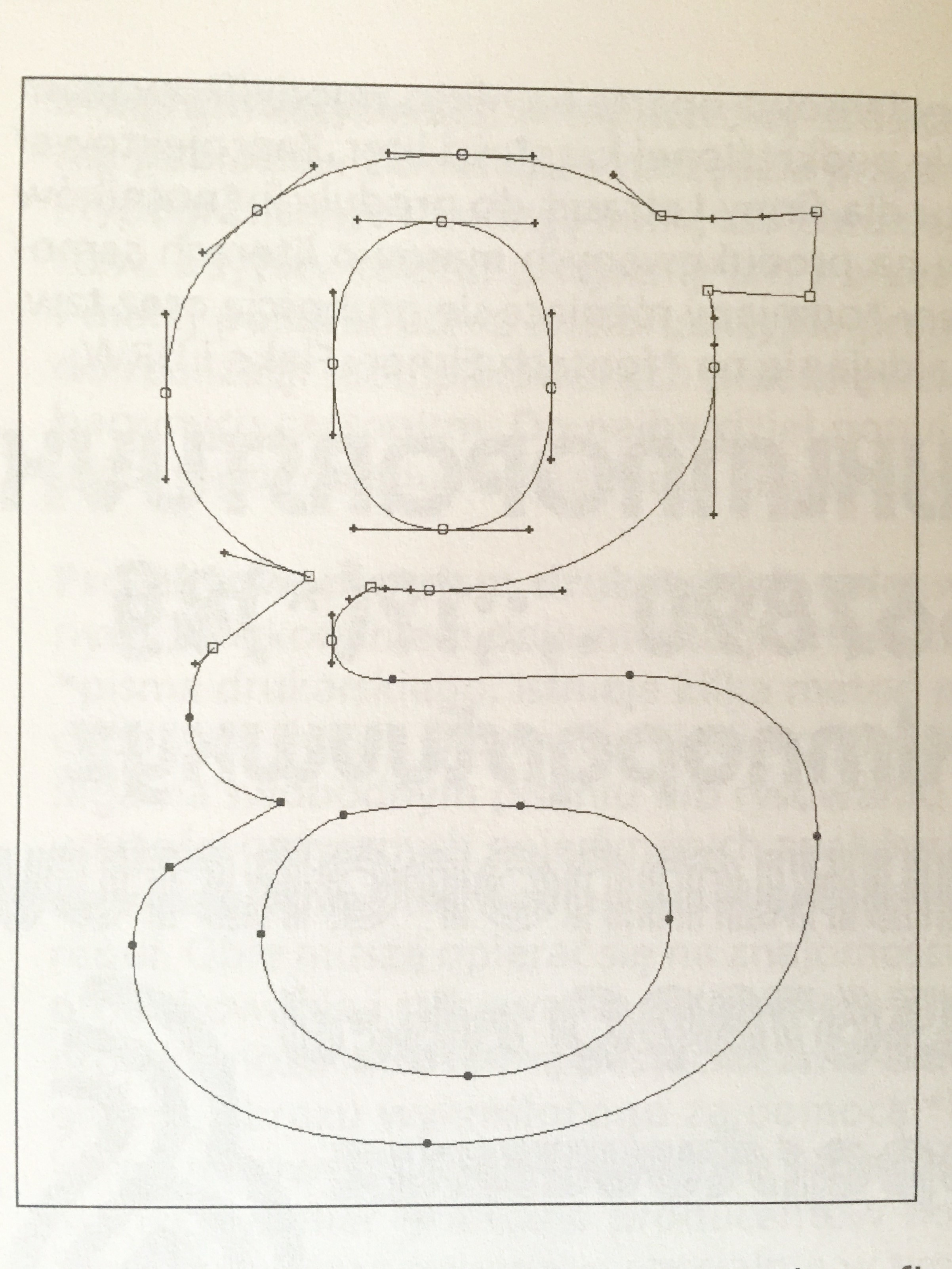
punkty korpometryczne w kroju Palatino Bold

Punkty korpometryczne (znaczniki, punkty referencyjne) – punkty w obrębie pola znaku, które określają współrzędne obwiedni (linie wyznaczające kształt litery) w cyfrowej postaci pisma. Zmiana punktów korpometrycznych pozwala kształtować obraz litery w fontach komputerowych. Punktami korpometrycznymi są: początek linii zamkniętej, znaczniki przejścia prostej w krzywą, znacznik kątów, znacznik przebiegu linii krzywej. Zmiana położenia takich punktów w danej literze oraz zmiana ich atrybutów (za pomocą specjalnych programów komputerowych) pozwala na swobodną modyfikację liter i całych fontów.